# Схемда
Схемда (нід. Scheemda) — село у муніципалітеті Олдамбт у провінції Гронінген, Нідерланди. Схемда був окремим муніципалітетом до 2010 року, коли він об’єднався з Райдерландом і Віншотеном, утворивши муніципалітет Олдамбт.